# Подлєсна (Нижньогородська область)
Подлєсна (рос. Подлесная) — присілок в Воскресенському районі Нижньогородської області Російської Федерації.
Населення становить 34 особи. Входить до складу муніципального утворення Нахратовська сільрада.

## Історія
Від 2009 року входить до складу муніципального утворення Нахратовська сільрада.

## Населення
| 1999 | 2002 | 2010 |
| ---- | ---- | ---- |
| 29   | ↘26  | ↗34  |